# Astma Jokaiči
Yokkaichi astma, ena od štirih največjih bolezni onesnaževanja Japonske, se je pojavila med letoma 1960 in 1972, v mestu Yokkaichi, v pokrajini Mia na Japonskem. Pri zgorevanju nafte in surove nafte so se spustile velike količine žveplovega oksida, kar je povzročilo močan smog. Zaradi močnega smoga so se med lokalnimi prebivalci pojavile hude bolezni kot so kronična obstruktivna pljučna bolezen, kronični bronhitis, pljučni emfizem in bronhialna astma. Glavni vzroki oziroma krivci onesnaževanja z žveplovim oksidom so bili obrati s petrokemičnimi procesi in rafinerije, ki so bile zgrajene v območju med letoma 1957 in 1973.

## Vzrok
Leta 1955 se je Ministrstvo za mednarodno trgovino in industrijo odločilo, da premog, ki je bil do takrat japonski primarni vir fosilnih goriv, zamenja nafta. Za dosego tega cilja se je leta 1956 začela gradnja Daichi petrokemičnega kompleksa, ki je vseboval rafinerijo nafte, petrokemični obrat in elektrarno. To je bil tudi prvi petrokemični kompleks zgrajen na Japonskem.
Leta 1960 je vlada premierja Hayato Ikeda pospešila petrokemično proizvodno rast, s ciljem, da v desetih letih podvoji posamezne dohodke japonskih državljanov. V letu 1960 je MITI napovedal, da se bo gradil še drugi kompleks na predelanih zemljiščih severnega dela Yokkaichija. Drugi kompleks je začel obratovati leta 1963. Zaradi povpraševanja po etilenu in ostalih petrokemičnih snoveh, se je začela gradnja še tretjega kompleksa, ki je začel obratovati leta 1972. Yokkaichi je prenesel svojo proizvodno energijo, iz premoga v nafto, hitreje kot ostali del države. Nafta, ki so jo uporabljali v Yokkaichiju, je bila uvožena predvsem iz Srednjega Vzhoda in žveplova spojina je vsebovala 2% žvepla, zaradi česar se je v celem mestu pojavil belo obarvan smog.

## Simptomi
Takoj po začetku odprtja prvega kompleksa, leta 1956, je med lokalnimi prebivalci hitro naraščal pojav hudih bolezni, kronična obstruktivna pljučna bolezen, kronični bronhitis, pljučni emfizem in bronhialna astma. Visoki dimniki niso pomagali zmanjšati onesnaženosti, kvečjemu nasprotno, razširili so onesnaževanje po širšem območju. Ribe, ulovljene v Ise zalivu, so imele slab okus in lokalni ribiči so s peticijo zahtevali od vlade nadomestilo za vse neprodane ribe v letu 1960.

## Pravni postopki
Skupina 544 posameznikov, ki se je povečala v naslednjih letih, je tožila Showa Yokkaichi Oil in sodišče je prvič razsodilo septembra 1970.
Študija leta 2008, ki je vključevala raziskave Mie Univerze za medicino in Hirošima Univerze, je dokazala, da je bila, v primerjavi z ostalim prebivalstvom na območju pokrajine Mie, zaradi kronično obstruktivne pljučne bolezni in astme, umrljivost v Yokkaichiju od 10- do 20-krat večja.
Začetni poskusi, da bi ublažili težave z dvigom višine dimnikov, so bili neučinkoviti. Sčasoma je bilo izvedeno razžvepljevanje dimnih plinov v večjem obsegu, kar je vodilo k izboljšanju zdravja lokalnega prebivalstva.
Yokkaichi astma je bila odkrita tudi v hitro napredujočih industrializiranih območjih po vsem svetu, predvsem v Mehiki in na Kitajskem.